# Порто-Емпедокле
Порто-Емпедокле (італ. Porto Empedocle, сиц. Portu Empedocli) — муніципалітет в Італії, у регіоні Сицилія,  провінція Агрідженто.
Порто-Емпедокле розташоване на відстані близько 520 км на південь від Рима, 95 км на південь від Палермо, 7 км на південний захід від Агрідженто.
Населення — 17 209 осіб (2014).

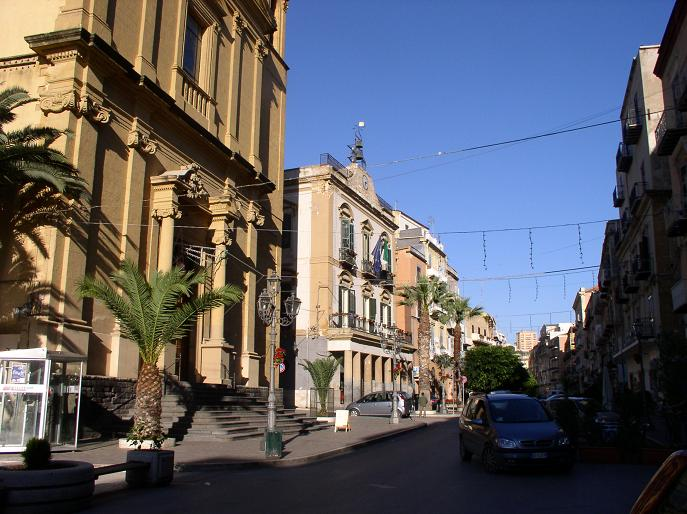

Щорічний фестиваль відбувається 25 лютого. Покровитель — святий Джерландо.

## Демографія
Населення за роками:

Станом на 1 січня 2023 року в муніципалітеті офіційно проживав 241 іноземець з 35 країн, серед них 83 громадяни країн Євросоюзу та 1 громадянин України.

## Сусідні муніципалітети
- Агрідженто
- Реальмонте